# Coupe du Québec Saputo AAA
La Coupe du Québec Saputo AAA est une compétition de soccer (football) du Québec (Canada) qui s'adresse aux meilleures équipes amateur dans les catégories U-14, U-16, U-18 et Senior tant du côté masculin que féminin.

## Nom
Le nom de la coupe reflète la grande implication de la famille Saputo, propriétaire d'une importante société de produits alimentaires, dans le soccer québécois. 

## Format
La coupe se dispute annuellement en quatre phases:
- Ronde préliminaire en juin
- Première ronde en juillet
- Deuxième ronde en août
- Demi-finales et finales en une fin de semaine au début septembre.

Depuis 2007, les vainqueurs de la coupe dans chacune des catégories sont automatiquement les représentants du Québec au Championnat canadien des clubs. Auparavant, les vainqueurs devaient disputer un match de barrage contre l'équipe championne de la Ligue de soccer élite du Québec. Depuis 2015, les gagnants affrontent des équipes de l'Ontario pour la Coupe Québec-Ontario. L'équipe qui participe au Championnat canadiens des clubs est le vainqueur de la LSEQ.

## Histoire
La Coupe du Québec en était en 2007 à sa 95e édition, ce qui ferait remonter sa création à 1913.
La compétition pour la Coupe du Québec commence en 1911 mais c’est seulement un an plus tard en 1912 que le Sons Of England l’a emporté 1 à 0 sur le Royal Rovers pour mériter les honneurs de la première édition. Les recettes de ce match final ont été versées au fonds d’aide du naufrage du Titanic survenu deux semaines plus tôt, en avril 1912.
La Coupe du Québec, longtemps réservée aux clubs seniors masculins, reste durant une quarantaine d'années principalement l'affaire des grandes entreprises. Carsteel (dix fois vainqueurs), Vickers (six fois), Canadian Pacific Railways (trois fois) et Stelco (trois fois) se disputent souvent le précieux trophée, leur hégémonie étant à l'occasion freinée par des équipes de quartier, notamment Lachine (1913), Notre-Dame-de-Grâce (1936) et Maisonneuve Rovers (1940).